# Hans Hirzel
Hans Hirzel, né le 30 octobre 1924 et mort le 3 juin 2006, est un résistant allemand au nazisme. Il a fait partie de la Rose blanche, un groupe de résistants allemands durant la Seconde Guerre mondiale.

## Biographie

### Jeunesse
Hans Hirzel, fils du pasteur Ernst Ulmer Hirzel, est né à Pfedelbach, en Allemagne, le 30 octobre 1924. Il est le frère cadet de Susanne Hirzel, une amie d'enfance de Sophie Scholl. Sa famille déménage à Ulm, où la famille Hirzel est rapidement devenue très amie avec celle des Scholl. Hans Hirzel se lie d'amitié avec Hans Scholl, qu'il admirait beaucoup.

### Travail avec la Rose blanche
Lorsque Hans Scholl lui parla de la Rose blanche, Hirzel, avec sa sœur et son camarade Franz J. Müller, fonda un autre groupe de Résistance. Ils recevaient les tracts de la Rose blanche, qu'ils copiaient et distribuaient à Ulm et dans ses environs,.
Il est arrêté par la Gestapo en 1943 mais est relâché dans un premier temps. Après sa libération, Hirzel va voir Hans Scholl et l'avertit que la Gestapo a des dossiers sur sa sœur, Sophie, et lui et lui suggère de s'enfuir. Mais Hans Scholl ne s'enfuit pas car il ne peut pas quitter Munich sans mettre sa famille en danger,.
Hans Hirzel et sa sœur Susanne sont de nouveau arrêtés peu après la capture de Hans et Sophie Scholl, le 18 février 1943. Lors de son procès, le 19 avril 1943, Hans Hirzel est condamné à cinq ans de prison. Il est libéré à la chute de la dictature nazie en 1945.

### Mort et héritage
Hans Hirzel est décédé à Wiesbaden en juin 2006. Sa tombe se trouve à Wiesbaden-Dotzheim, dans le cimetière forestier. Son nom figure sur le mémorial des membres de la Rose blanche à Ulm.